# Psarocolius decumanus
El cacique crestado (Psarocolius decumanus), también denominado oropéndola crestada, conoto yapú o conoto negro,Uchi, es una especie de ave paseriforme de la familia Icteridae propia de Sudamérica y el extremo sur de América Central. Vive en las regiones bajas al este de los Andes, desde Colombia abriéndose a la Amazonía y los Yungas de Bolivia hasta el norte de Argentina, además de Panamá y Trinidad y Tobago y Costa Rica.

## Distribución
Está presente en gran parte del norte de América del Sur y América Central, incluidos Argentina, Bolivia, Brasil, Colombia, Costa Rica, Ecuador, Guayana Francesa, Guyana, Nicaragua, Panamá, Paraguay, Perú, Surinam, Trinidad y Tobago y Venezuela.

## Descripción

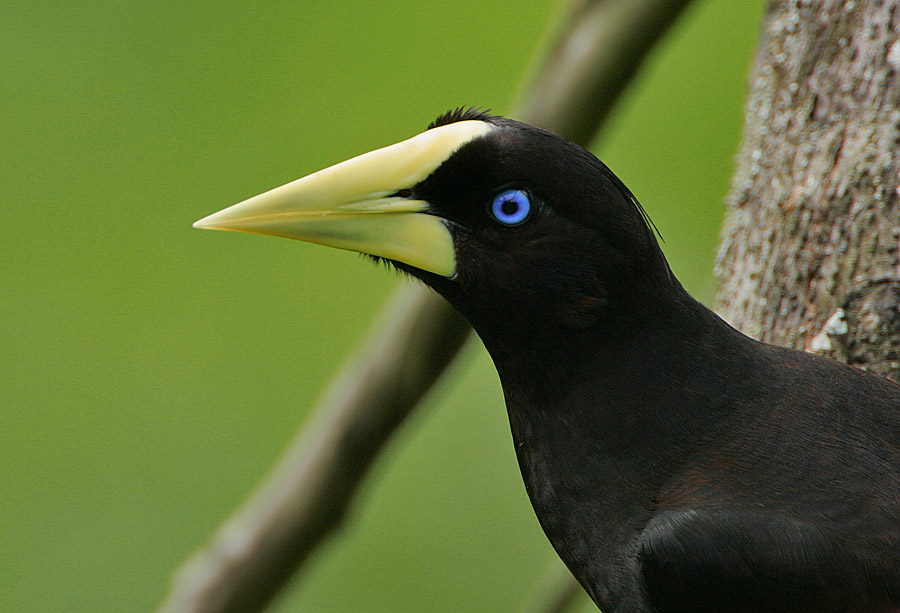
Detalle de la cabeza.

Los machos adultos son principalmente negros con el obispillo castaño y la cola de un color amarillo brillante con dos plumas centrales oscuras. Tiene una cresta estrecha que es un tanto difícil de apreciar. El iris de los ojos es azul; el pico es largo y blanquecino. Las hembras son de color más apagado y no tienen cresta. Los machos son algo más grandes que las hembras, miden unos 46 cm y pesan unos 300g, mientras que las hembras miden 37 cm y pesan alrededor de 180g. 
Su plumaje desprende un olor almizclado debido al aceite de la glándula uropígea.

## Taxonomía
Se reconocen cuatro subespecies:
- La subespecie nominal P. d.  decumanus se extiende desde Colombia hacia el sur por el Amazonas en Brasil.
- P. d. insularis, de Trinidad y Tobago, tiene el borde de las plumas de las alas y la espalda más castaño.
- P. d. maculosus cría al sur del Amazonas. Es más pardo, y tiene plumas amarillas dispersas por el cuerpo.
- P. d. melanterus, la variedad de Panamá y el oeste de Colombia, es muy similar a la nominal y solo se diferencia en la cantidad de plumas terminadas en castaño, por lo que es dudoso su estatus como subespecie.

## Comportamiento

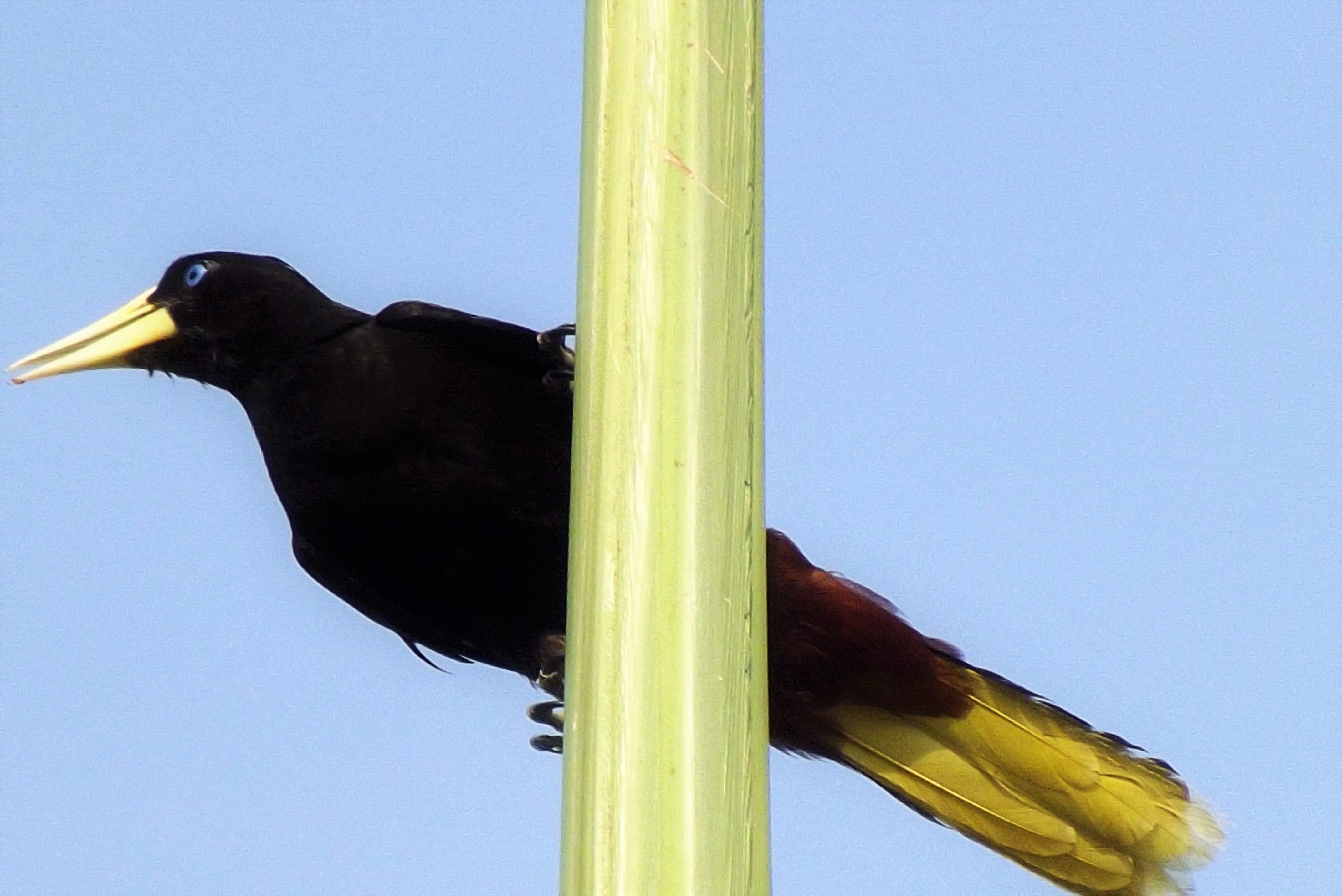
Conoto negro - Yapu

Las oropéndolas crestadas viven en los claros y los bordes de los bosques. Crían colonialmente construyendo largos nidos entretejidos en forma de lágrima que cuelgan de las ramas de los árboles. Sus nidos suelen medir más de 125 cm. Cada colonia tiene un macho dominante, que se empareja con la mayoría de las hembras tras una elaborada exhibición nupcial con reverencias. Puede haber entre 15-30 hembras y solo unos 3-4 machos en cada colonia. Cada hembra pone dos huevos moteados de color gris azulado, que tardan entre 15–19 días. Los pollos tardan unos 24–36 días en abandonar el nido. 
Fuera de la estación de cría, esta especie es bastante móvil y realiza algunos desplazamientos estacionales. Mientras se alimentan se encuentran solos o en pequeñas bandadas en los árboles de grandes insectos, frutos y néctar.
Los machos emiten cantos característicos que incluyen vibrantes «CreeeEEEoooooooooo». Ambos sexos emiten fuertes llamadas que suenan como un «clack».

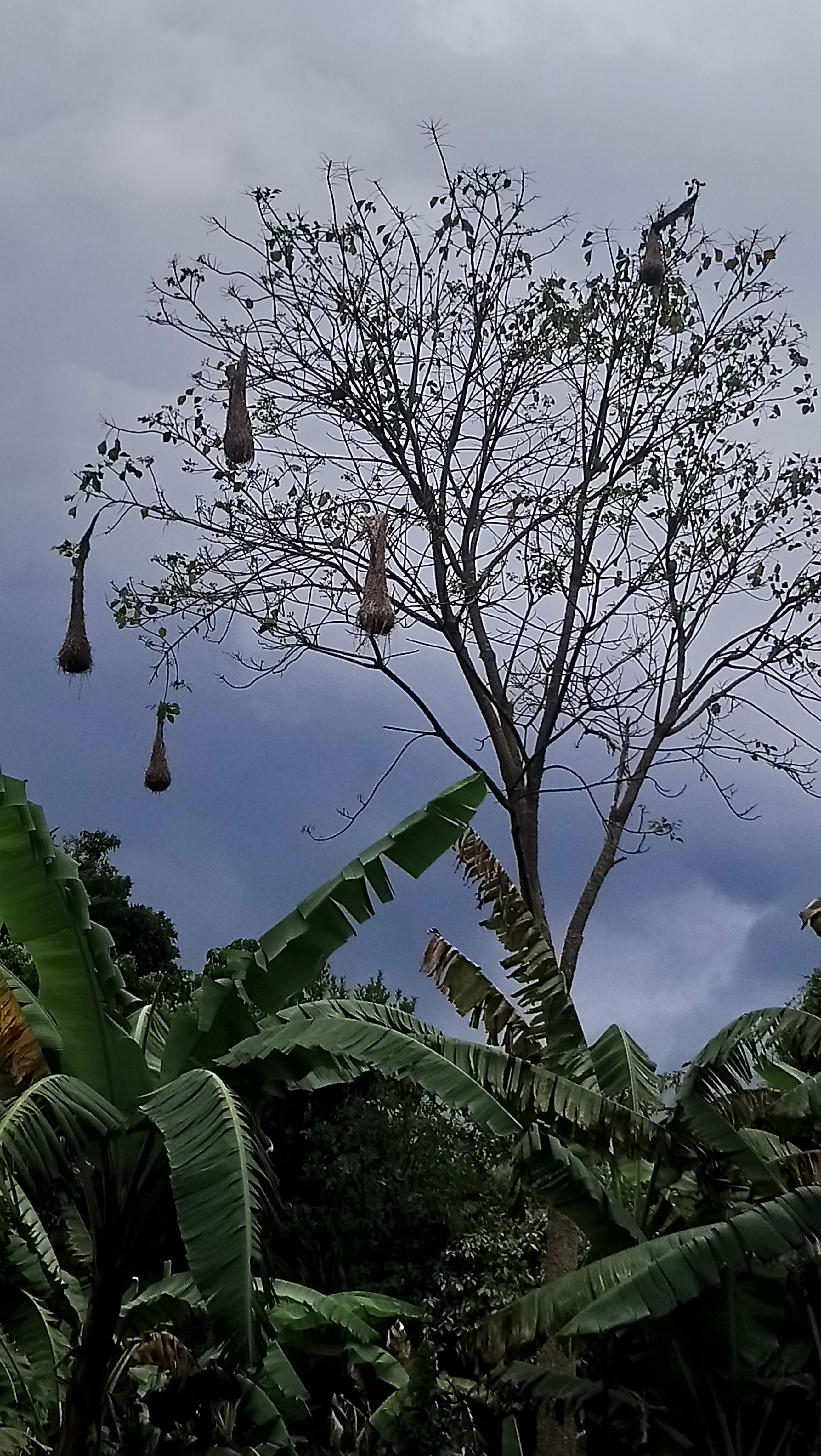
Nidos en Los Yungas, Bolivia.